# قزل-اکتبر (شهرستان کمین)
قزل-اکتبر (به لاتین: Kyzyl-Oktyabr) یک روستا در قرقیزستان است که در شهرستان کمین واقع شده‌است. قزل-اکتبر ۱٬۷۲۳ نفر جمعیت دارد و ۱٬۱۶۵ متر بالاتر از سطح دریا واقع شده‌است.